# Людина людині
Людина людині (англ. Man to Man) — американський вестерн режисера Стюарта Пейтона 1922 року.

## У ролях
- Гаррі Кері — Стів Пакард
- Лілліен Річ — Террі Темпл
- Чарльз Ле Муан — Джо Бленхам
- Гарольд Гудвін — Слім Барбі
- Вілліс Робардс — Білл Ройс